# Borrèze
Borrèze – miejscowość i gmina we Francji, w regionie Nowa Akwitania, w departamencie Dordogne.
Według danych na rok 1990 gminę zamieszkiwało 305 osób, a gęstość zaludnienia wynosiła 11 osób/km² (wśród 2290 gmin Akwitanii Borrèze plasuje się na 875. miejscu pod względem liczby ludności, natomiast pod względem powierzchni na miejscu 320.).